# Hosur, Badami
Hosur là một làng thuộc tehsil Badami, huyện Bagalkot, bang Karnataka, Ấn Độ.